# 灰胡杨
灰胡杨（学名：Populus pruinosa）是杨柳科杨属的植物。分布于中亚地区、伊朗以及中国大陆的新疆等地，生长于海拔480米至2,800米的地区，目前尚未由人工引种栽培。